# 옥소고
옥소고(玉所稿)는 충청북도 제천시 봉양읍, 의암거택에 있는 필사본 기록물이다. 2015년 6월 5일 충청북도의 유형문화재 제364호로 지정되었다.

## 개요
조선시대 후기의 예술, 학문 등 다방면에 관심을 가졌던 문인인 옥소 권섭(玉所 權燮, 1671～1759)의 작품을 정리한 필사본이다. 총 46책으로 시 12책, 문답 3책, 유행록(遊行錄) 2책, 묘산(墓山) 3책, 문(文) 5책, 산록(散錄) 4책, 잡의(雜儀) 1책, 잡저(雜著) 5책, 잡록(雜錄) 1책, 잡지(雜誌) 1책, 정각록(亭閣錄) 1책, 붕유창수(朋遊唱酬) 5책, 필찰(筆札) 2책, 옥소장계 1책 등이다.
18세기 초반의 문학, 그림, 음악, 춤 등 다양한 분야의 자료를 담고 있고 기행을 통한 풍광을 그림으로 잘 남기고 있으며, 각 지방의 지도도 사실적으로 잘 묘사되어 있어 매우 충실하고 귀중한 자료이다.

## 참고 자료
- 옥소고 - 국가유산청 국가유산포털